# Thelonious Monk
Thelonious Sphere Monk (10 tháng 10 năm 1917 - 17 tháng 2 năm 1982) là một nghệ sĩ piano jazz và nhà soạn nhạc người Mỹ, được coi là một trong những người khổng lồ của nền âm nhạc Mỹ. Monk đã có một phong cách ngẫu hứng độc đáo và thực hiện rất nhiều đóng góp cho tiết mục jazz tiêu chuẩn, bao gồm cả "Epistrophy", "'Round Midnight", "Blue Monk", "Straight, No Chaser" và "Well, You Needn't". Monk là nhà soạn nhạc jazz được ghi âm nhiều thứ hai sau Duke Ellington, trong đó đặc biệt đáng chú ý là Ellington viết hơn 1000 bài trong khi Monk chỉ viết khoảng 70 bài.